# Manatí amazònic
El manatí amazònic (Trichechus inunguis) és una espècie de manatí que viu als hàbitats d'aigua dolça de la conca del riu Amazones. Viu al Brasil, el Perú, Colòmbia, l'Equador, Guaiana i Veneçuela. Els manatís amazònics són animals aquàtics i herbívors. El 2015 es descrigué T. pygmaeus, una presumpta espècie nova de manatí, però les dades genètiques indiquen que es tracta d'exemplars immadurs de manatí amazònic.